# Zooterapia

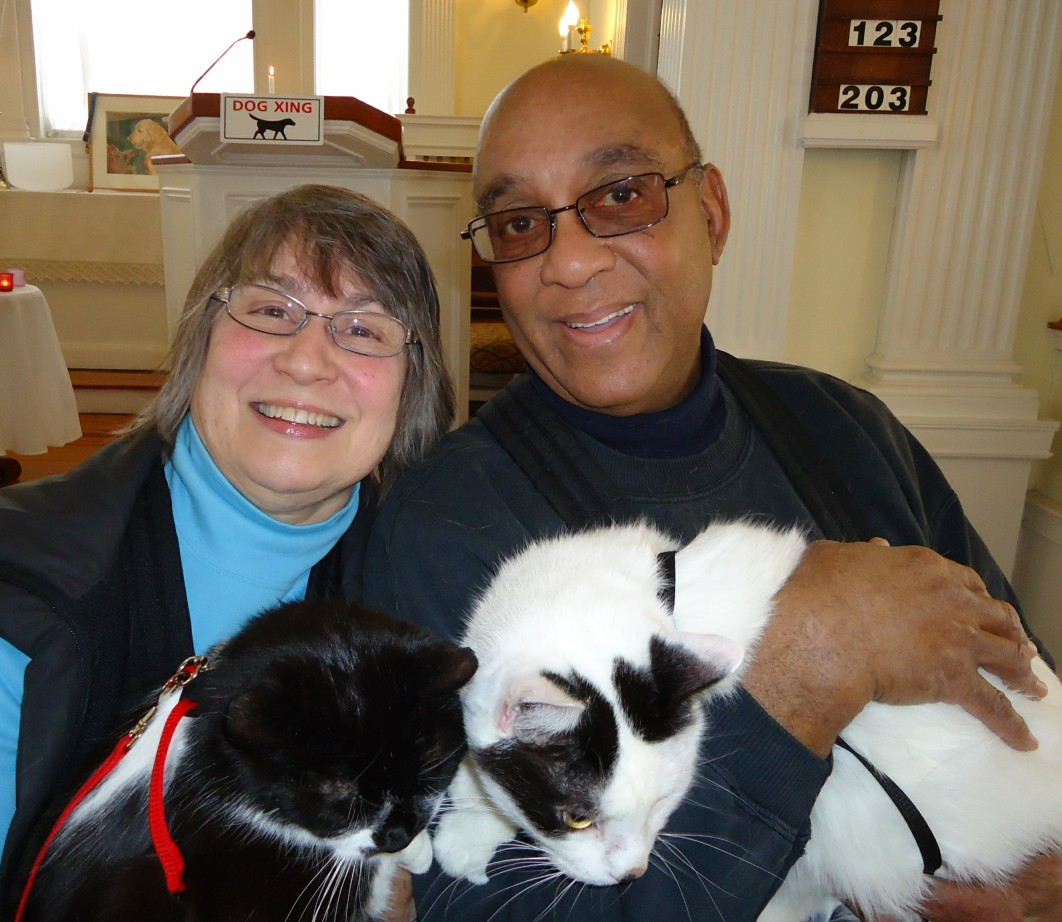
Kontakt ze zwierzętami poprawia stan fizyczny oraz psychiczny pacjenta.

Zooterapia (animaloterapia) – terapia z udziałem zwierząt.
Zasadniczo dzielona jest (według terminologii anglosaskiej) na:
- Animal-assisted activities (AAA) – zajęcia z udziałem zwierząt
- Animal-assisted therapy (AAT) – terapia z udziałem zwierząt (ukierunkowane i celowe działania terapeutyczne podlegające dokumentacji i ewaluacji)
- Animal-assisted education (AAE) – edukacja z udziałem zwierząt (w Polsce nie jest odrębną formą, ponieważ zwykle nie występuje samodzielnie, a jej elementy wchodzą w zakres AAA i AAT)

W Polsce najczęściej spotykane formy zooterapii to:
- hipoterapia – konie
- felinoterapia – koty
- dogoterapia – psy

W Europie Południowej od 1966 roku popularna stała się onoterapia (zajęcia z osłem). W krajach, gdzie znajdują się duże oceanaria popularna jest delfinoterapia.